# 諾頓鎮區 (堪薩斯州傑佛遜縣)
諾頓鎮區（英語：Norton Township）為美國堪薩斯州傑佛遜縣轄下的鎮區。2010年美国人口普查中此鎮區人口有931人。

## 地理
諾頓鎮區涵蓋總面積為101.0平方（39.00平方英里），其中陸地面積為100.2平方（38.69平方英里），水域面積為0.80平方（0.31平方英里）或0.79%。海拔高度346（1,135英尺）。

## 人口統計
根據2010年美國人口普查，諾頓鎮區人口有931人，其中男性有468人，女性有463人，人口密度為每平方公里9.22人，住房計388戶。鎮區內的白人有907人，非裔美國人有1人，美洲原住民有6人，亞裔美國人有0人，太平洋島裔美國人有0人，其他種族有1人，混血種族則有16人。此外鎮區內有16人為西班牙裔或拉丁裔美國人。此鎮區之年齡中位數為40.2歲，而男性年齡中位數為37.3歲，女性年齡中位數為41.8歲。

## 交通

### 主要公路
- 59號美國國道
- 159號美國國道
- 4號堪薩斯州州道